# Hélicoptère d'entraînement

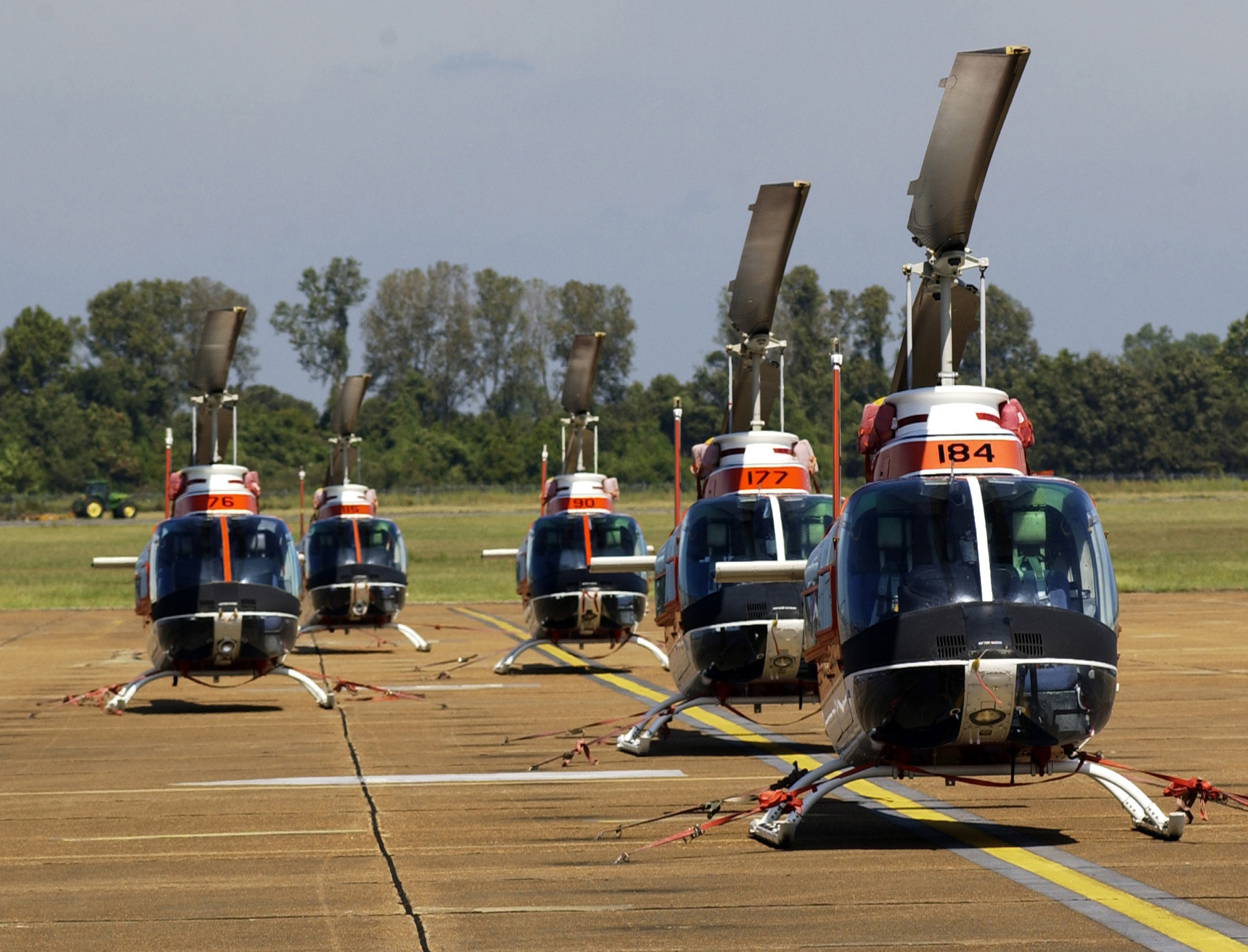
Alignement de Bell TH-57 Sea Ranger, des hélicoptères d'entraînement de l'aéronavale américaine.

Un hélicoptère d'entraînement est un aéronef à voilure tournante dont la mission initiale est la formation basique, intermédiaire, et avancée des futurs pilotes d'hélicoptères. 

## Généralités

### Description

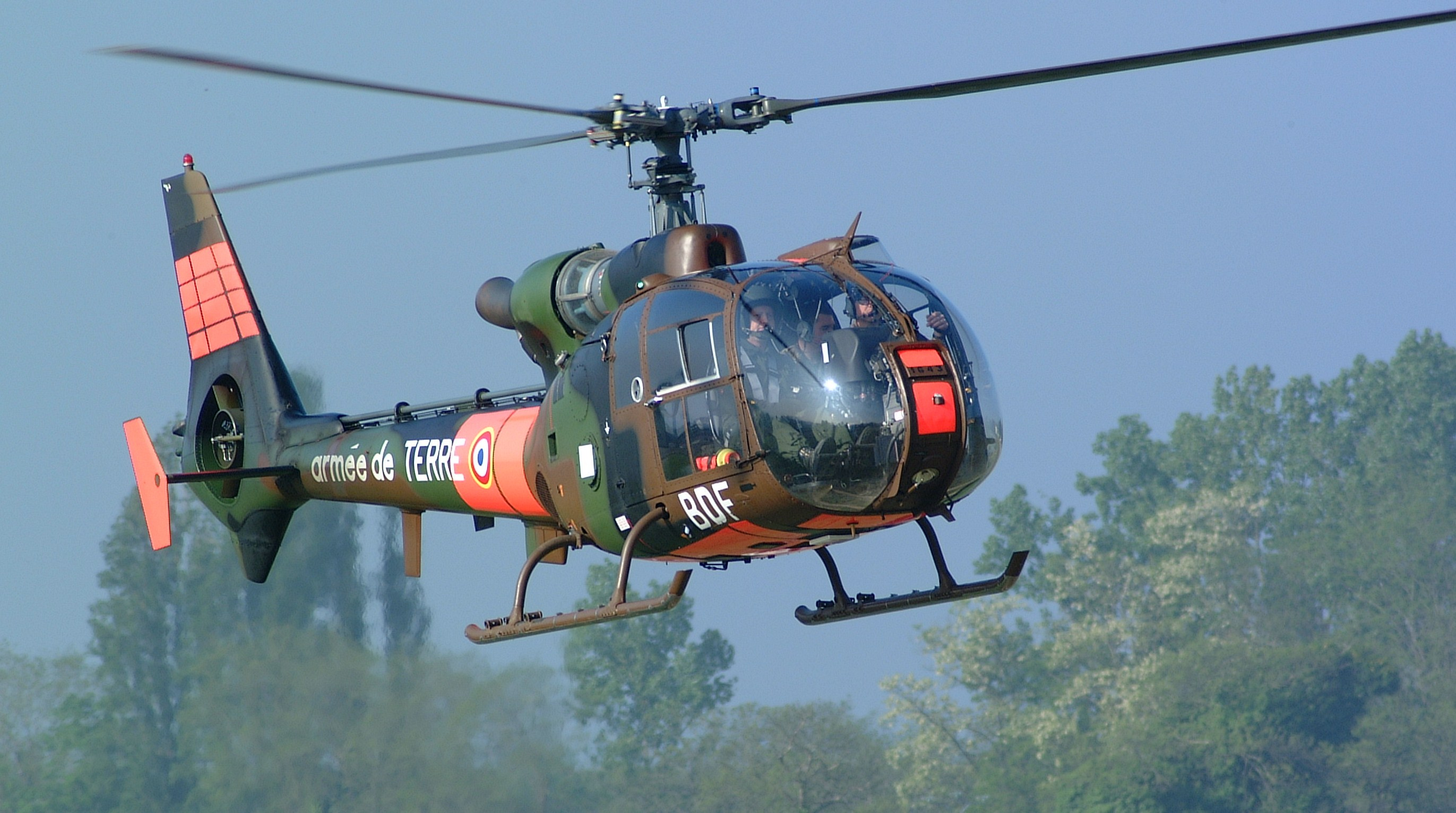
Hélicoptère d'entraînement Aérospatiale SA-341F Gazelle de l'ALAT reconnaissable à ses panneaux day glow.

Les hélicoptères d'entraînement sont principalement utilisés par les militaires aussi bien au sein des composantes aériennes militaires que des forces terrestres voire des forces aéronavales. Ils assurent l'entraînement en vue de la transformation des pilotes ensuite sur des machines plus spécialisées comme les hélicoptères de transport, de manœuvre et d'assaut, de combat ou encore de reconnaissance.
À l'instar d'autres aéronefs écoles les hélicoptères d'entraînement sont souvent porteurs d'une livrée haute visibilité ou bien de panneaux de couleur orangée du type day glow favorisant leur repérage de loin.
De conception généralement assez simple les hélicoptères d'entraînement sont souvent issus de l'aviation civile, et notamment des modèles commerciaux. Cependant ils disposent d'un équipement très particulier : la double-commande permettant à l'instructeur de reprendre le pilotage de l'appareil en cas de défaillance ou d'erreur de l'élève.
Plusieurs unités militaires ont décidé dans le courant des années 2000 d'externaliser leur flotte d'hélicoptères d'entraînement à l'image de l'Aviation légère de l'Armée de terre et de sa flotte d'Eurocopter EC120 NHE Calliope. 

### Hélicoptères spécialisés

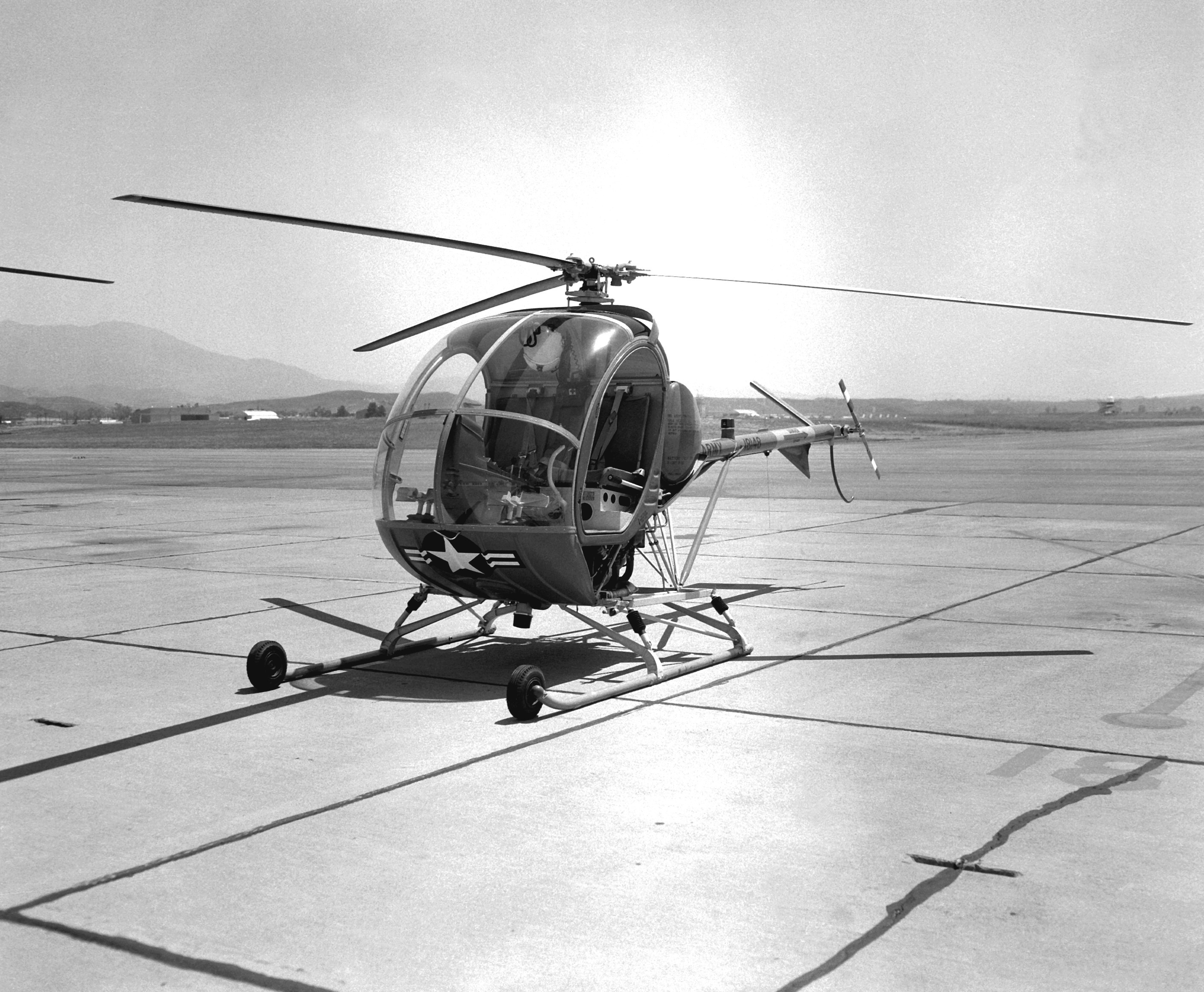
Hughes TH-55 Osage, un des premiers hélicoptères d'entraînement de l'armée américaine.

- Bell TH-57 Sea Ranger,
- Bell TH-67 Creek,
- Hughes TH-55 Osage,
- Leonardo TH-73 Koala[3]

## Sources & références

### Sources bibliographiques
- (en) Tom Kaminsky et Mel Williams, The United States Military Aviation Directory, Norwalk, CT, Airtime Publishing, 2000, 256 p. (ISBN 978-1-880588-29-1).
- (en) David Willis, Aerospace encyclopedia of world air forces, London Westport, CT, USA, Aerospace Pub. AIRtime Pub, 1999, 320 p. (ISBN 978-1-86184-045-5 et 978-1-880-58830-7).
- Michel Marmin (réd. en chef), Jean-Claude Bernar (dir.) et Marion Mabboux (esp. d'éd.), Toute l'aviation : la grande aventure technologique des avions civils et militaires, Paris Bruxelles Lausanne, Atlas,Atlen.Rencontre, 1992, 15 vol. (4605 p.) : ill. ; 29 cm (ISBN 978-2-7312-1326-3, 978-2-731-21344-7 et 978-2-731-21345-4, OCLC 715773689).
- Pierre Gaillard, Avions et hélicoptères militaires d'aujourd'hui, Clichy, Ed. Larivière, 1999, 296 p. (ISBN 978-2-907051-24-8).
- Bill Gunston, Hélicoptères militaires, Paris, PML, 1994, 159 p. (ISBN 978-2-87628-895-9).